# SS Pittsburgh
O SS Pittsburgh foi um transatlântico construído pelos estaleiros da Harland and Wolff em Belfast para a American Line. Sua construção começou em 1913, mas foi interrompido com o início da Primeira Guerra Mundial. O navio foi concluído em 1920 e fez sua viagem inaugural em 1922 pela White Star Line. Em 1925, como Pennland, iniciou suas operações pela Red Star Line. Ele foi convertido para o transporte de tropas e serviu para os Aliados da Segunda Guerra Mundial. O navio foi bombardeado em 25 de abril de 1914 no Golfo de Atenas e afundou.